# Txad
La República del Txad (àrab: جمهورية تشاد, Jumhūriyyat Txād; francès: République du Tchad) o, senzillament, el Txad és una república de l'Àfrica central sense sortida al mar, que limita al nord amb Líbia, a l'est amb el Sudan, al sud amb la República Centreafricana, al sud-oest amb el Camerun i Nigèria i a l'oest amb el Níger. Té una extensió d'1.284.000 km² i una població de 9.253.493 habitants (2003). La capital és N'Djamena, amb més de set-cents mil habitants; passen dels cent mil Moundou i Sarh. El Txad està dividit en tres grans regions geogràfiques: la zona desèrtica del nord, l'àrid cinturó del Sahel en el centre i la sabana sudanesa fèrtil al sud. El llac Txad, pel qual el país va obtenir el seu nom, és la massa d'aigua més gran del Txad i la segona més gran d'Àfrica. El punt més alt del Txad és l'Emi Koussi en el desert del Sàhara. El Txad és la llar de més de 200 ètnies. L'àrab i el francès són els idiomes oficials, mentre les religions amb més seguidors al país són l'islam i el cristianisme.
A principis del setè mil·lenni aC, nombroses poblacions humanes van arribar al territori txadià. Per a finals del primer mil·lenni a.C., van sorgir i van desaparèixer diversos estats i imperis a la zona central del país, tots ells dedicats a controlar les rutes del comerç transaharià que creuaven per la regió. Al segle xix França va conquerir aquest territori i el 1920 el va incorporar l'Àfrica Equatorial Francesa. El 1960 el Txad va obtenir la seva independència sota el lideratge de François Tombalbaye. El 1965 els aixecaments en contra de les polítiques cap als musulmans del nord del país van culminar en una llarga guerra civil. Així, el 1979 els rebels van prendre la capital i van posar fi a l'hegemonia dels cristians del sud. No obstant això, els comandants dels rebels van romandre en una lluita constant fins que Hissène Habré es va imposar davant els seus rivals, però el 1990 va ser enderrocat pel general Idriss Déby (1952-2021). Recentment, la crisi de Darfur al Sudan va traspassar la frontera i va desestabilitzar el país, amb centenars de milers de refugiats vivint en campaments a l'est del país.
Per bé que hi ha diversos partits polítics actius al país, el poder era fermament a les mans del president Déby i el seu partit, el Moviment Patriòtic de Salvació, fins que aquest va ser assassinat el 2021. El Txad roman immers en la violència política i freqüents intents de cop d'estat. Actualment, el Txad és un dels països més pobres i amb l'índex de corrupció més alt del món, ja que la majoria dels txadians viuen en la pobresa com a agricultors i ramaders de subsistència. Des del 2009 el petroli és el principal producte d'exportació, que ha sobrepassat la tradicional indústria del cotó.

## Història
La zona va estar habitada des de la prehistòria, com proven els fòssils trobats (especialment la troballa de Toumaï), però no tenia identitat diferenciada de la dels veïns. El primer regne local poderós va ser el de Kanem-Bornou, al segle viii, que es va convertir a l'Islam dos segles i mig més tard. Amb l'auge del colonialisme europeu, va lucrar-se amb el tràfic d'esclaus.
Al segle xvii aquest regne va conviure amb el de Baguirmi, basat en els caps tribals. Aquesta estructura conviu amb el govern modern actual.
El 1887, França, motivada per la recerca de riquesa, va dirigir-se terra endins dels seus assentaments a la costa oest de l'Àfrica central per reclamar el territori d'Oubangui-Chari (actual República Centreafricana), reivindicant aquesta zona com a zona d'influència francesa i en dos anys va ocupar part del que avui és el sud del Txad. A principi de la dècada de 1890, les expedicions militars franceses enviades al Txad es van confrontar amb les forces de Rabah, que havien fet incursions esclavistes al sud del Txad durant la dècada de 1890 i havien saquejat els assentaments de Bornu, Baguirmi i l'Imperi Wadai. Després d'anys d'enfrontaments indecisos, les forces franceses finalment van derrotar Rabah a la batalla de Kousséri el 1900. En els anys següents, els francesos es van expandir gradualment cap a l'est i el nord del Txad, trobant una forta resistència com durant la guerra d'Ouadai, i al Tibesti i Borku. França va conquerir els últims governs independents al Txad el 1917, i havia derrotat les últimes grans insurreccions natives el 1920. Va esdevenir-ne independent el 1960. El 1965, hi va començar una guerra civil com a conseqüència d'una revolta contra els impostos generada al nord musulmà. Aquesta llarga i dolorosa guerra va durar fins al 1996, en què es redactà una nova constitució i es va elegir Idriss Déby com a president.

## Govern i política
La constitució estableix un fort poder executiu encapçalat per un president que domina el sistema polític. El president té la potestat de nomenar el Primer Ministre i al gabinet i exerceix una influència considerable sobre el nomenament de jutges, generals, funcionaris provincials i dels caps de les empreses paraestatals. En cas d'amenaça greu i immediata, després de consultar a l'Assemblea Nacional, pot declarar un estat d'emergència. El president és elegit directament per vot popular per a un mandat de cinc anys, i el 2005 es van abolir de la constitució el límit de nombres de mandat. Així el president pot romandre en el poder més de dos períodes de cinc anys. La majoria dels principals consellers de Déby són membres de la tribu zaghawa, encara que personalitats d'oposició del sud també són representats al govern. Al Txad hi ha corrupció a tots els nivells; en l'Índex de percepció de corrupció de 2005 elaborat per Transparència Internacional, el Txad es va col·locar com el país més corrupte del món, i continua a la cua de la llista en els anys següents. El 2007 va aconseguir només 1,8 de 10 punts possibles en l'índex de percepció de corrupció; només Tonga, Uzbekistan, Haití, l'Iraq, Birmània i Somàlia van tenir una puntuació més baixa que el Txad. A més, existeixen moltes crítiques contra el president Déby que l'acusen d'endogàmia i tribalisme.
El sistema legal del Txad es basa en el dret civil francès i en el dret consuetudinari, on aquest últim no interfereix amb l'ordre públic o les garanties constitucionals d'igualtat. Malgrat la garantia de la constitució de la independència del poder judicial, el president nomena la majoria dels funcionaris judicials. Les jurisdiccions més altes del sistema jurídic, la Suprema Cort de Justícia i el Consell Constitucional, s'han tornat plenament operatius des de l'any 2000. La Suprema Cort té un cap de justícia, nomenat pel president i quinze regidors, designats vitalicis pel president i l'Assemblea Nacional. El Tribunal Constitucional està encapçalat per nou jutges elegits per a períodes de nou anys. Aquest tribunal s'encarrega d'examinar la legislació, els tractats i acords internacionals abans de la seva adopció.

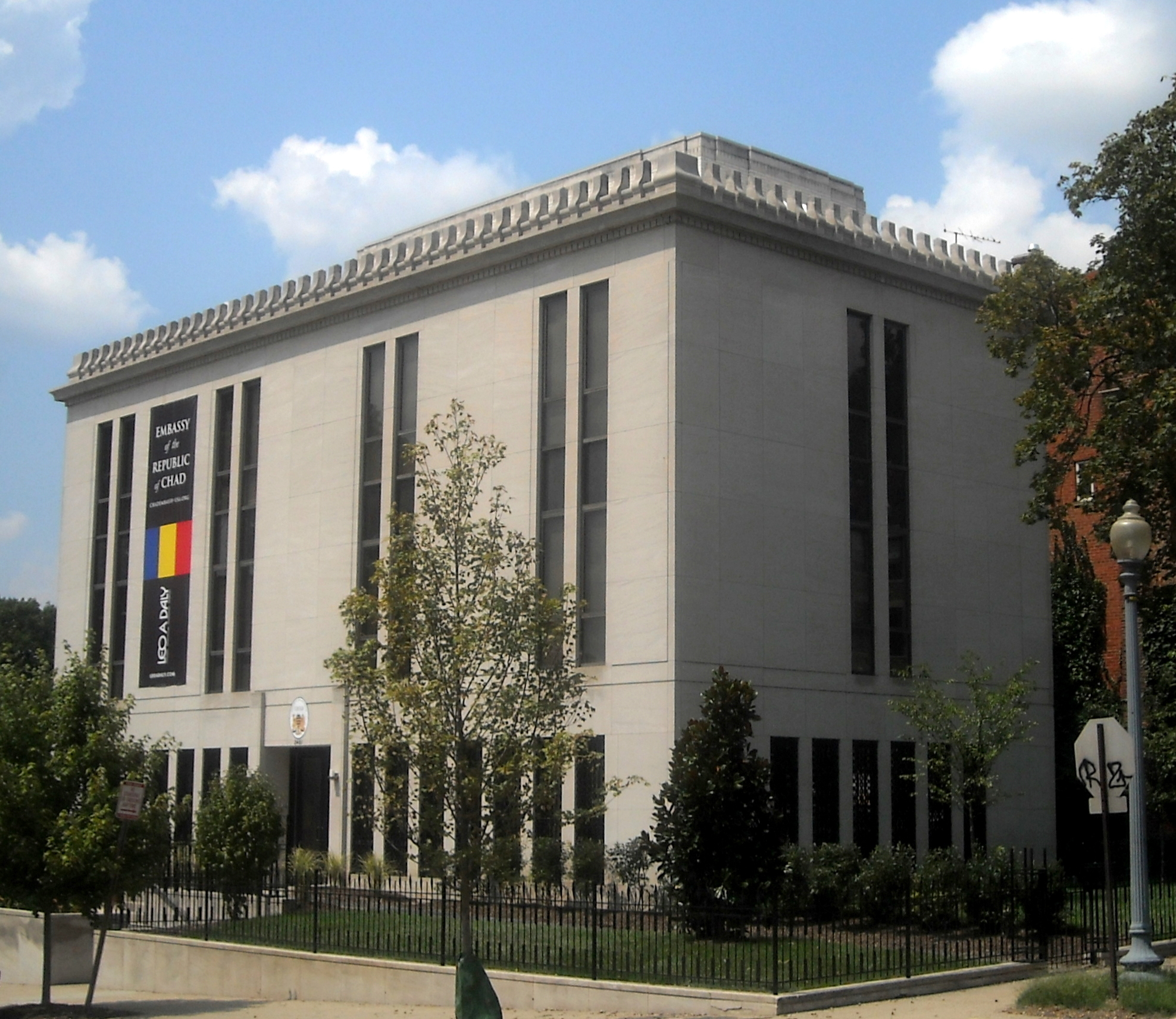
Ambaixada del Txad a Washington DC

L'Assemblea Nacional representa el poder legislatiu. Té 155 membres, elegits per a períodes de quatre anys, que anualment es reuneixen en tres ocasions. L'assemblea sosté dues sessions ordinàries a l'any, a partir de març i octubre, i pot celebrar sessions especials només si el primer ministre els convoca. Els diputats elegeixen un president de l'assemblea cada dos anys. Té la tasca de signar o rebutjar les lleis dins d'un termini de quinze dies. L'Assemblea Nacional ha d'aprovar el projecte de llei del primer ministre, a més que pot obligar-lo a dimitir mitjançant un vot de majoria de no confiança. No obstant això, si l'Assemblea Nacional rebutja el projecte de llei del poder executiu més de dues vegades en un any, el president pot dissoldre l'assemblea i exigir noves eleccions legislatives. En la pràctica, el president exerceix una influència considerable en l'Assemblea Nacional a través del seu partit, el Moviment Patriòtic de Salvació (MPS), que posseeix la gran majoria dels seients.
Fins a la legalització dels partits d'oposició el 1992, el MPS va ser l'únic partit legal al Txad. Des de llavors, s'han registrat 78 partits polítics encara actius. El 2005 els partits d'oposició i organitzacions de drets humans van donar suport al boicot del referèndum constitucional que permetia a Déby reelegir-se per a un tercer mandat enmig d'informes d'irregularitats en el registre de votants i la censura dels mitjans de comunicació per part del govern durant les campanyes. Es va realitzar un judici corresponent a les eleccions presidencials de 2006 només com una formalitat, ja que l'oposició considerava que les eleccions van ser una farsa i havien estat boicotejades.
Actualment, Déby enfronta l'oposició de grups armats profundament dividits per enfrontaments de lideratge, però units en la seva intenció d'enderrocar-lo. Aquestes forces van irrompre a la capital el 13 d'abril de 2006, però van ser frenades en última instància. La influència estrangera amb major pes al Txad és França, que manté uns mil soldats al país. Déby recolzia en els francesos per repel·lir els rebels, mentre França li brindava suport material a l'exèrcit del Txad, per temor d'un esfondrament complet de l'estabilitat regional. No obstant això, les relacions entre França i el Txad van empitjorar després de la concessió de drets a l'empresa petroliera nord-americana Exxon el 1999.
Els educadors enfronten reptes considerables a causa de la dispersió de la població del país i a un cert grau d'aversió per part dels pares a enviar els fills a l'escola. Encara que l'assistència és obligatòria, només el 68% dels nens assisteixen a l'escola primària i més de la meitat de la població és analfabeta. L'educació superior s'imparteix a la Universitat de N'Djamena.

## Organització territorial

### Divisions administratives

Mapa de les 22 regions del Txad.

El 2002 el Txad va ser dividit en 18 regions administratives. El 19 de febrer del 2008 el nombre de regions va augmentar fins a 22, reemplaçant així les catorze prefectures que hi havia abans. Cada regió és dirigida per un governador nomenat pel govern central.
1. el Batha
2. el Chari-Baguirmi
3. el Hadjer-Lamis
4. el Wadi Fira
5. el Barh El Gazel
6. el Borku
7. l'Ennedi
8. el Guéra
9. el Kanem
10. el Lac
11. el Logone Occidental
12. el Logone Oriental
13. el Mandoul
14. el Mayo-Kebbi Est
15. el Mayo-Kebbi Oest
16. el Moyen-Chari
17. el Ouaddaï
18. el Salamat
19. el Sila
20. la Tandjilé
21. el Tibesti
22. la Ciutat de N'Djamena

Les regions es divideixen en departaments (61), administrats per un prefecte i dividits en sotsprefectures.

## Geografia

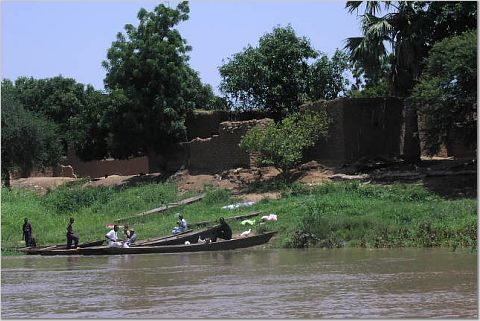
El riu Chari

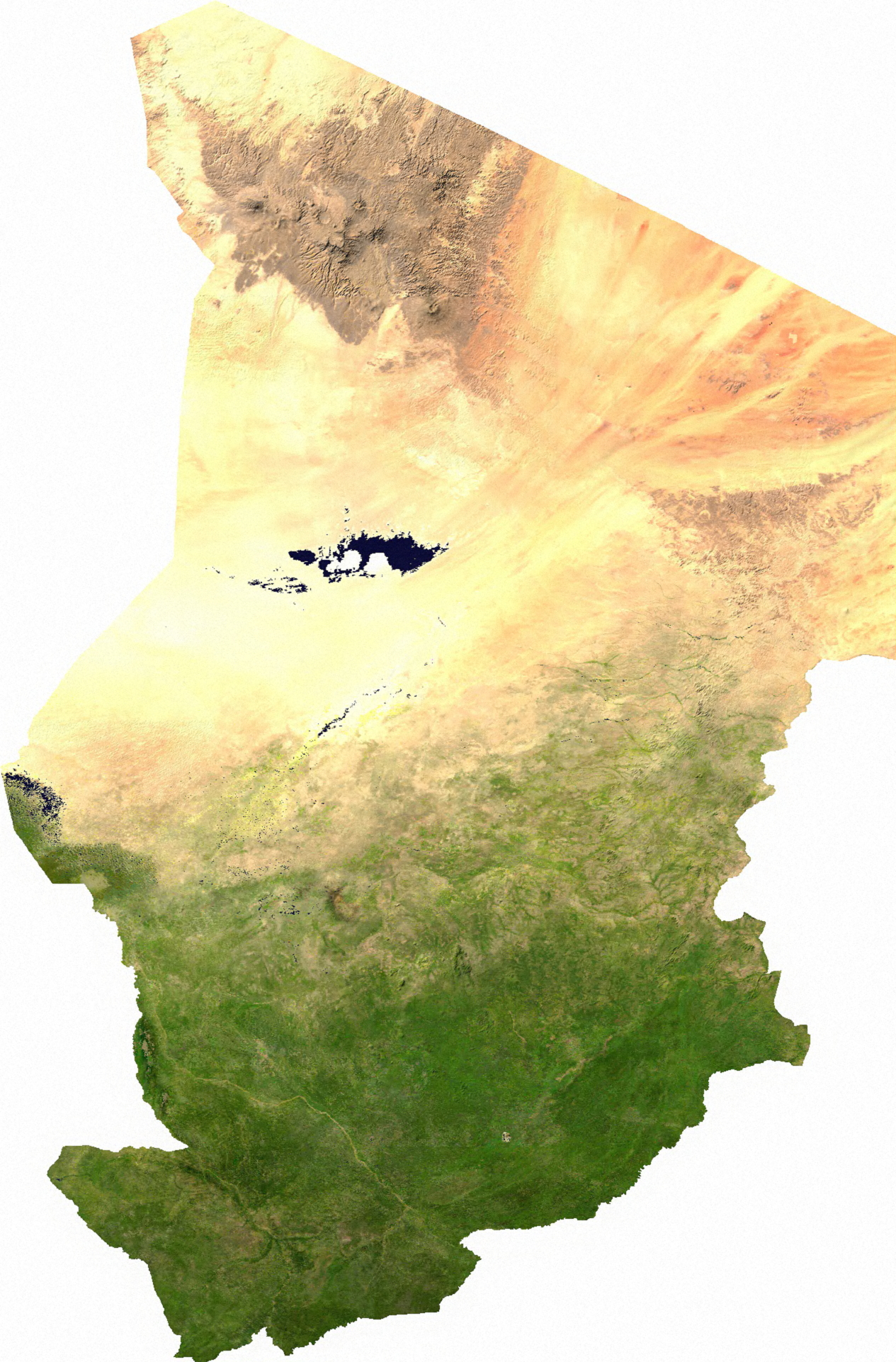
El Txad està dividit en tres regions diferents, de la sabana sudanesa en el sud, al desert del Sàhara en el nord

El Txad té quatre zones climàtiques: unes extenses planes àrides al centre, el Sahel; al nord, la part corresponent del desert del Sàhara; una àrida regió muntanyosa al nord-oest, el Tibesti, la màxima elevació de la qual és l'Emi Koussi, amb 3.415 m, i terres baixes tropicals al sud. Només el 3% del territori és cultivable, tot i que no hi ha conreus permanents enlloc del país. A causa de la seva situació geogràfica és terra de perills ambientals com els vents anomenats harmattan de la regió nord, calents, secs i polsegosos; les sequeres periòdiques i les plagues de llagostes. El llac Txad, compartit amb el Camerun i Nigèria, en una època va ser el segon més gran de l'Àfrica, però ha anat minvant dramàticament durant les últimes dècades i ara no arriba ni al 10% de la seva forma originària. L'únic curs d'aigua important és el riu Chari, que desemboca al llac Txad, amb el seu afluent Logone.
Amb 1.284.000 km², el Txad és el 21è país més gran del món. És lleugerament més petit que el Perú i més gran que Sud-àfrica. El Txad està situat en la part nord de l'Àfrica central, entre els paral·lels 8è i 24è nord i els meridians 14è i 24è est. El Txad limita al nord amb Líbia, a l'est amb el Sudan, a l'oest amb Níger, Nigèria i Camerun i al sud amb la República Centreafricana. La capital del país està a 1.060 km del port més proper (Douala al Camerun). A causa d'aquesta distància del mar i al clima predominantment desèrtic del país, el Txad és sovint referit com el "cor mort d'Àfrica".
Les fronteres del Txad no coincideixen amb cap frontera natural, herència del seu període colonial. L'estructura física dominant és una conca àmplia limitada en el nord, est i sud per cadenes muntanyenques. El llac Txad, del que el país va obtenir el seu nom, són les restes d'un immens llac que va ocupar més de 330.000 km² de la conca del Txad fa 7.000 anys.

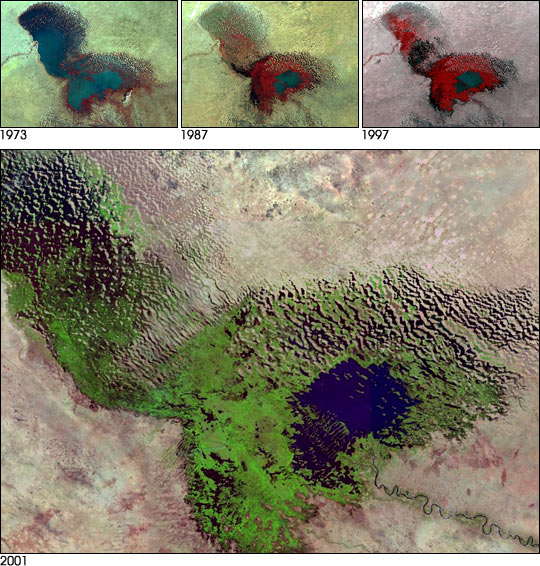
El llac Txad en una imatge de satèl·lit de 2001. A dalt es mostra el canvi que ha sofert el llac des de 1973 fins a 1997.

Encara que actualment només abasta 1.500 km² i la seva superfície està subjecta a fortes fluctuacions estacionals, és la segona massa d'aigua més gran d'Àfrica. L'Emi Koussi, un volcà inactiu a les muntanyes Tibesti aconsegueix els 3.414 msnm, el punt més alt del Txad i del Sàhara.
Cada any un sistema climàtic tropical, conegut com la zona de convergència intertropical, travessa el Txad de sud a nord, portant amb si una època de pluges que dura des de maig a octubre en el sud i des de juny a setembre en el Sahel. Les variacions en les precipitacions locals creen tres importants zones geogràfiques. El Sàhara se situa en la part nord del país, aquí les precipitacions anuals són de menys de 50 mm; de fet, Borkou al Txad és la zona més àrida del Sàhara. La vegetació d'aquesta zona és escassa; ocasionalment sobreviuen alguns palmerars, els únics que creixen al sud del Tròpic de càncer. El Sàhara dona pas al cinturó del Sahel en el centre del Txad, on les precipitacions varien de 300 mm a 600 mm a l'any. En el Sahel una estepa d'arbustos espinosos (en la seva majoria acàcies) gradualment es converteix en una sabana a la zona sud del Txad. Les precipitacions anuals en aquesta part del país són de més de 900 mm. Les pastures altes i els extensos pantans de la regió la converteixen en l'hàbitat ideal per a algunes aus, rèptils i mamífers grans. Els rius principals del Txad — el Chari i el Logone i els seus afluents — flueixen a través de les sabanes del sud des del sud-est del llac Txad.

## Economia i infraestructura

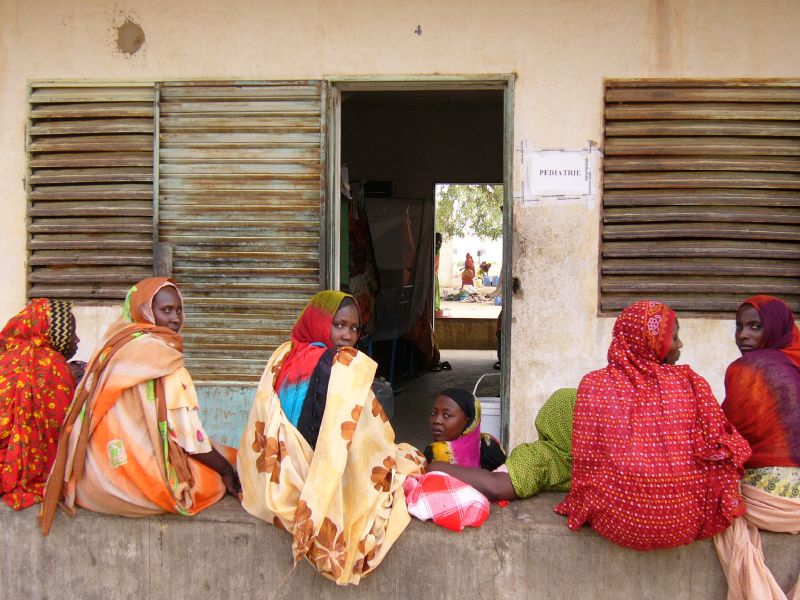
Hospital de maternitat al Txad. Encara que ha millorat, la infraestructura del Txad segueix sent menys desenvolupada que la dels seus veïns del nord.

L'Índex de desenvolupament humà de l'ONU col·loca al Txad com el cinquè país més pobre del món, ja que el 80% de la població viu per sota del llindar de pobresa. El 2005 el PIB per capita es va estimar en 1.500 dòlars. El Txad forma part del Banc dels Estats d'Àfrica Central, de la Comunitat Econòmica dels Estats d'Àfrica Central i de l'Organització per a l'Harmonització del Dret Mercantil a l'Àfrica. La seva moneda és el franc CFA. La guerra civil va espantar als inversors estrangers, els qui van deixar el Txad entre 1979 i 1982, només recentment han començat a recuperar la confiança en el futur econòmic del país. Des de l'any 2000 la important inversió estrangera derivada del sector petrolier va començar, la qual cosa va impulsar les perspectives econòmiques.

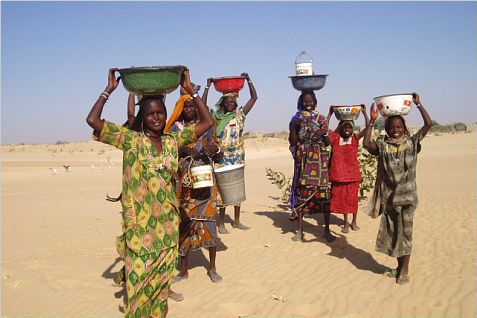
Dones a Mao, on l'aigua és administrada per una torre d'aigua. L'accés a l'aigua potable és sovint un problema al Txad.

Més del 80% de població del Txad viu de l'agricultura de subsistència i de la ramaderia per la seva sustentació. Els cultius i la ubicació dels ramats és determinat pel clima local. A la zona més austral del territori es troben el 10% de les terres agrícoles més fèrtils del país, amb rics cultius de sorgo i mill. En el Sahel creixen només les varietats més dures de mill, encara que en menor quantitat que en el sud. D'altra banda, el Sahel és ideal per al pasturatge de grans ramats com cabres, ovelles, rucs i cavalls. Els oasis dispersos pel desert de Sàhara només produeixen dàtils i algunes llegums. Abans del desenvolupament de la indústria del petroli, la indústria del cotó dominava el mercat de treball i representava aproximadament el 80% dels guanys de les exportacions. Fins la descoberta de petroli, el cotó era la principal exportació del país, encara que no es disposa de xifres exactes. La rehabilitació de Cotontchad, la companyia de cotó més important del país que va sofrir un declivi en els preus del cotó a nivell mundial, és finançada per França, els Països Baixos, la Unió Europea i el Banc Internacional de Reconstrucció i Foment (BIRF), per la qual cosa s'espera que l'empresa paraestatal passi al sector privat.
ExxonMobil lidera un consorci entre Chevron i Petronas que ha invertit 3,7 milions de dòlars per a l'explotació de les reserves de petroli del sud del Txad, estimades en mil milions de barrils. La producció de petroli va començar el 2003 amb la realització d'un oleoducte (finançat en part pel Banc Mundial) que uneix els jaciments del sud a terminals de la costa atlàntica del Camerun. Com a condició per a la seva assistència, el Banc Mundial va insistir que el 80% dels ingressos del petroli es gastessin en projectes de desenvolupament humà. El gener de 2006, el Banc Mundial va suspendre el seu projecte de préstec quan el govern del Txad va aprovar lleis per reduir els diners invertits en aquests programes. El 14 de juliol de 2006, el Banc Mundial i el Txad van signar un memoràndum d'enteniment en virtut del qual el govern del Txad es compromet a atorgar el 70% dels seus ingressos a programes de reducció de pobresa.

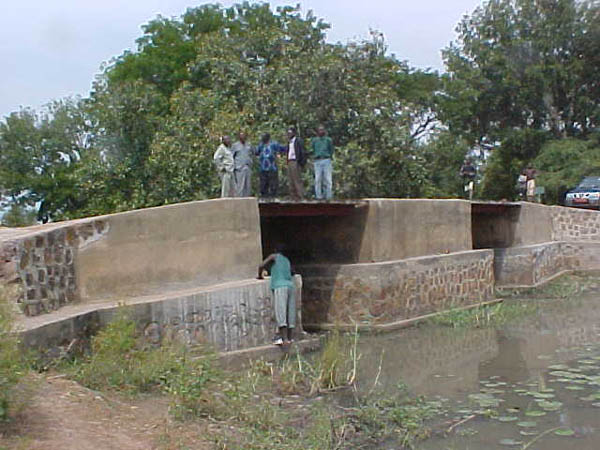
Un pont sobre el riu Bragoto.

La guerra civil va frenar el desenvolupament de la infraestructura de transport; el 1987 al Txad hi havia només 30 quilòmetres de carreteres asfaltades. Posteriors projectes de rehabilitació de carreteres van ampliar la xarxa a 550 quilòmetres el 2004. No obstant això, la xarxa de carreteres és limitada, ja que sovint no es pot utilitzar durant diversos mesos de l'any. Sense cap ferrocarril de la seva propietat, el Txad depèn fortament del sistema de ferrocarril del Camerun per al transport de les exportacions del país i les importacions cap a i des del port de Douala. Existeix un aeroport internacional a la capital, el qual ofereix vols directes regulars a París i a diverses ciutats africanes. El sistema de telecomunicacions és senzill i costós, el servei de telefonia fixa ho proporciona la companyia de telèfon d'estat SotelTchad. Existeixen només 14.000 línies telefòniques fixes al Txad, un dels més baixos índexs de densitat de línies telefòniques del món. El sector d'energia del Txad ha sofert d'anys de mala gestió de la paraestatal Societat d'Electricitat i Aigua del Txad (STEE), que proporciona energia pel 15% dels ciutadans de la capital i cobreix només la demanda de l'1,5% de la població nacional, el que obliga a molts txadians a utilitzar combustibles com el fem animal i la fusta. Les ciutats del Txad enfronten greus dificultats quant a la infraestructura municipal: només el 48% dels residents urbans tenen accés a aigua potable i només el 2% a condicions de sanejament bàsic.
L'audiència televisiva del país es limita a la capital del país. L'única estació de televisió que posseeix el govern és TeleTchad. La ràdio té un abast molt major, amb tretze estacions de ràdio privada. La premsa està limitada en quantitat i distribució i les xifres de circulació són petites a causa dels costos de transport, les taxes d'alfabetització baixes i la pobresa. Mentre la constitució defensa la llibertat d'expressió, el govern ha restringit regularment aquest dret i a la fi de 2006 va començar a promulgar un sistema de censura prèvia sobre els mitjans de comunicació.

## Demografia
Estimacions de l'any 2005 calculen la població del Txad en 10.146.000 habitants; dels quals el 25,8% viu en zones urbanes i el 74,8% a les zones rurals. La població del país és jove: s'estima que 47,3% de la població és menor de 15 anys. La taxa de natalitat és de 42,35 naixements per cada mil persones, mentre la taxa de mortalitat és de 16,69. L'esperança de vida aconsegueix els 47,2 anys.

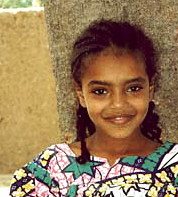
Una nena ouaddaiana.

La població del Txad està distribuïda de manera irregular. La densitat de població és de 0,1 hab/km² a la regió desèrtica de Borkou-Ennedi-Tibesti, però en la regió de Logone Occidental aconsegueix els 52,4 hab/km². A la capital, és fins i tot major: prop de la meitat de la població del país viu en el sud del seu territori, la qual cosa la converteix a la regió més densament poblada. La vida urbana es troba pràcticament restringida a la capital, la població de la qual es dedica principalment al comerç. Les altres grans ciutats del país són Sarh, Moundou, Abéché i Doba, encara que es troben menys urbanitzades, estan creixent ràpidament i s'uneixen a la capital com a centres decisius per al creixement econòmic. Des de l'any 2003, 230.000 refugiats sudanesos han fugit al Txad oriental des de Darfur afligits per la guerra. El desplaçament de més de 172.000 txadians per la guerra civil en la part oriental, ha generat majors tensions entre les comunitats de la regió.
La poligàmia és comuna i el 39% de les dones viuen en aquest tipus d'unió. La poligàmia està regulada per la llei, que la permet automàticament tret que les cònjuges creguin que és alguna cosa inacceptable en el seu matrimoni. Encara que es prohibeix la violència contra la dona, la violència domèstica és comuna. A més, la mutilació genital femenina està prohibida, però la pràctica està profundament arrelada en les tradicions: 45% de les dones del Txad se sotmeten al procediment, amb les taxes més altes entre els àrabs, els hadjarai i els ouaddaians (90% o més). Els percentatges són inferiors entre els sara (38%) i els tubu (2%). Les dones manquen d'igualtat d'oportunitats en educació i formació, la qual cosa dificulta que competeixin pels relativament pocs llocs de treball formal del sector. Encara que les lleis de propietat i herència basades en el codi francès no discriminen a la dona, els líders locals jutgen la majoria dels casos d'herències a favor dels homes, segons la pràctica tradicional.

## Grups humans

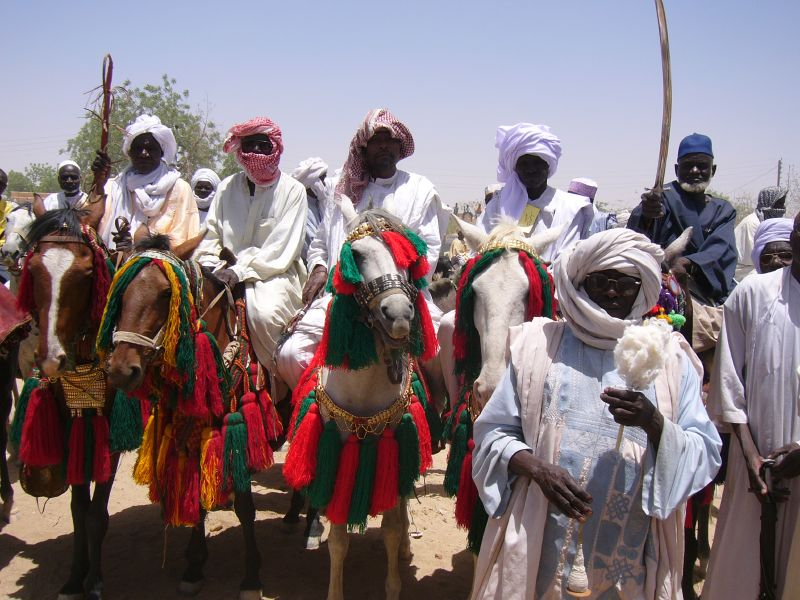
Una delegació tribal.

Al Txad habiten més de 200 grups ètnics diferents, el que comporta a una creació de diverses estructures socials. L'administració colonial i els governs independents han intentat imposar una societat nacional, però per a la majoria dels txadians la societat local o regional segueix sent la influència més important a més de la família immediata. No obstant això, els pobles del Txad poden classificar-se segons la regió geogràfica en què viuen. En el sud viuen persones sedentàries tals com els sara, el principal grup ètnic de la nació, la unitat social essencial de la qual és el llinatge. En el Sahel els pobles sedentaris viuen costat a costat amb els nòmades, tals com els àrabs, el segon grup ètnic més important del país. El nord està habitat per nòmades, en la seva majoria tubus. Els idiomes oficials de la nació són el francès i l'àrab, però es parlen més de cent idiomes i dialectes en tot el país. A causa de l'important paper exercit per comerciants àrabs itinerants i comerciants assentats en les comunitats locals, l'àrab txadià s'ha convertit en una lingua franca.
Alguns grups humans són:
- Qadawes

## Religió

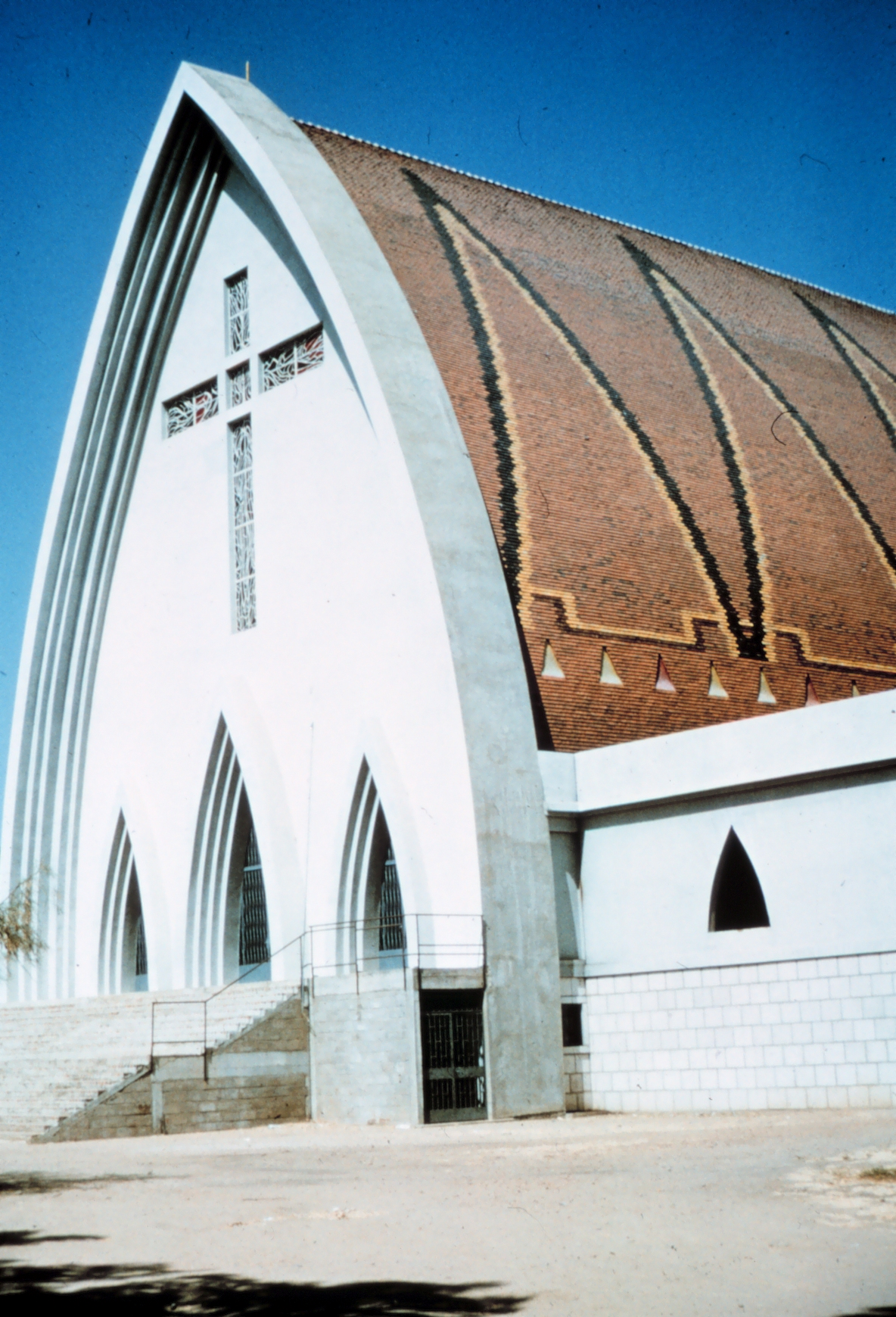
Catedral catòlica de la ciutat de Djamena.

El Txad és un país religiosament divers. El cens de 1993 va trobar que el 54% dels txadians eren musulmans, el 20% catòlics, el 14% protestants, el 10% animistes i el 3% ateus. L'animisme inclou una varietat de religions ancestrals. L'islam, que es caracteritza per un conjunt ortodox de creences i celebracions, s'expressa en diverses formes. El cristianisme va arribar al Txad amb els francesos; com amb l'islam del Txad, es va barrejar amb diversos aspectes de les creences dels antics pobladors del territori. Els musulmans es concentren a la part septentrional i oriental del Txad, mentre que els animistes i els cristians viuen en el sud del Txad i a Guéra. La constitució estableix un estat laic i garanteix la llibertat religiosa; generalment les diferents comunitats religioses coexisteixen sense problemes.
La gran majoria dels musulmans del país són seguidors d'una branca moderada de l'islam místic (sufisme) coneguda localment com a Tijaniyah, que incorpora alguns elements religiosos africans locals. Una petita minoria dels musulmans del país manté pràctiques més fonamentalistes, que, en alguns casos, poden estar associades amb sistemes de creences saudites com el wahhabisme o el salafisme.
Els catòlics representen la major denominació cristiana del país. La majoria dels protestants, incloent l'església nigeriana "guanyadors de la capella," estan afiliats amb diversos grups cristians evangèlics. Els membres de la baha'i i els testimonis de Jehovà són comunitats religioses que també estan presents al país. Tots dos credos es van introduir després de la independència el 1960 i, per tant, es consideren religions "noves" al país.
El Txad és llar d'estrangers missioners que representen a diversos grups cristians, però també existeixen diversos predicadors musulmans provinents del Sudan, de l'Aràbia Saudita i del Pakistan. Generalment l'Aràbia Saudita finança i recolza projectes socials i educatius i la construcció d'extenses mesquites.

## Cultura
A causa de la seva gran varietat d'idiomes i pobles, el Txad posseeix un ric patrimoni cultural. El govern del Txad ha promogut activament la cultura i les tradicions nacionals obrint el Museu Nacional del Txad i el Centre Cultural del Txad. Al llarg de l'any els txadians celebren sis festes nacionals i dues festes movibles que inclouen la festivitat cristiana del dilluns de Pasqua i les festivitats musulmanes d'Eid ul-Fitr, Eid al-Adha i Eid Milad Nnabi.
Pel que fa a la música, els txadians toquen instruments com el kinde, un tipus d'arpa d'arc; la kakaki, una banya llarga fet d'estany; i el hu hu, un instrument de cordes que utilitza porongos com a altaveus. Altres instruments i les seves combinacions estan més vinculats a grups ètnics específics: els sara prefereixen xiulades, balafones, arpes i tambors kodjo; mentre els Kanembu combinen els sons dels tambors amb els d'instruments de vent.

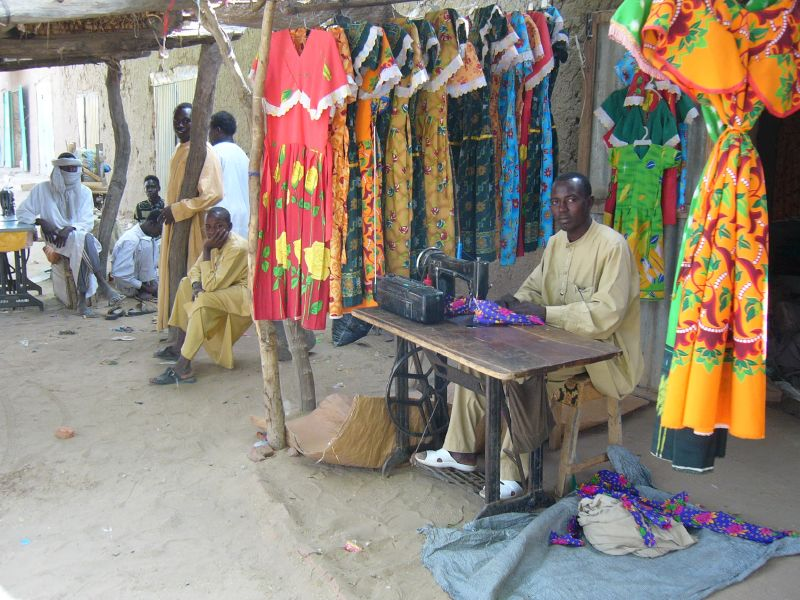
Comerç txadià de vestits típics

El 1964 es va formar el grup musical Chari Jazz amb el que es va donar inici a l'escena de la música moderna al Txad. Més tard, grups amb més renom com African Melody i International Challal van intentar barrejar la modernitat i la tradició en la seva música. Grups populars, com Tibesti, s'han aferrat amb major rapidesa a la seva herència cultural en interpretar música sai, un estil tradicional del sud del Txad. El poble del Txad ha menyspreat habitualment la música moderna. No obstant això, des de 1995 s'ha despertat un major interès en ella i s'ha fomentat la distribució de discos compactes i cassets d'àudio d'artistes txadians. La pirateria i la falta de garanties jurídiques per als drets dels artistes segueixen sent problemes per al desenvolupament de la indústria de la música al Txad.
El mill és el menjar típic a tot el Txad. El gra molt s'utilitza per fer boles de pasta que se submergeixen en diverses salses. En el nord aquest plat és conegut com a alysh i en el sud, com biya. El peix també és popular, encara que generalment està preparat i venut com salanga (Hydrocynus i Alestes assecats al sol i lleugerament fumats) o com a banda (peixos més grans i fumats). Actualment, encara hi ha tribus que preparen Espirulina assecada en forma de pastíssos anomenats "Dihé" que s'empren per produir brous pels àpats. El carcadé és una beguda dolça molt popular al país, extreta de fulles d'hibisc. No obstant això, les begudes alcohòliques, absents en el nord, són molt populars en el sud, on les persones beuen cervesa de mill, coneguda com a billi-billi quan s'elabora de mill vermell i com coshate quan es prepara amb mill blanc.
Com en altres països del Sahel, la literatura al Txad ha patit una sequera econòmica, política i espiritual que ha afectat als seus escriptors més coneguts. Els autors del Txad s'han vist obligats a escriure des de l'exili, contribuint amb obres molt lligades a temes com l'opressió política i el discurs històric. Des de 1962, vint autors txadians han escrit més de seixanta obres de ciència-ficció. Entre els escriptors més reconeguts internacionalment es troben Joseph Brahim Seid, Bava Moustapha, Antoine Bangui i Koulsy Lamko. El 2003, l'únic crític literari del Txad, Ahmat Taboye, va publicar el seu llibre Anthologie de la littérature tchadienne per escampar el coneixement de la literatura del Txad a nivell mundial i entre els joves; i per compensar la falta d'editorials i de campanyes de promoció de la lectura al Txad.
El desenvolupament de la indústria cinematogràfica al Txad ha sofert els efectes devastadors de la guerra civil i la falta de cinemes a tot el país. El primer llargmetratge rodat al Txad va ser el docudrama Bye Bye Àfrica, realitzat el 1999 per Mahamat Saleh Haroun. La seva pel·lícula posterior, Abouna va ser ben rebuda per la crítica, i la seva obra Daratt va guanyar el gran premi especial del jurat en el 63è Festival de cinema internacional de Venècia. Issa Serge Coelo va dirigir altres dues pel·lícules al Txad: Daresalam i DP75: ciutat de Tartina.
El futbol és l'esport més popular al Txad. La selecció nacional és molt seguida durant les competicions internacionals, fins i tot alguns futbolistes del Txad han jugat en equips de la lliga francesa. El bàsquet i la lluita lliure són uns altres dels esports més practicats al país.

## Llengües
Les llengües nacionals o oficials de la República del Txad són l'àrab estàndard i el francès. El SIL International ha llistat 134 llengües al Txad. 2 d'aquestes estan extintes.
- Amdang: 41.069 parlants al sud-est de la sots-prefectura de Bitine, a l'est del Txad.
- Àrab, Babalia Crioll: 3.937 parlants al nord de N'Djamena. És una llengua criolla basada en l'àrab.
- Àrab Txadià: 754.590 parlants al Txad. També es parla al Camerun, a la República Centreafricana, Níger i Nigèria.
- Àrab estàndard.
- Assangori: 23.479 parlants a l'est del Txad, a nord-oest de la sots-prefectura d'Adré.
- Bagirmi: 44.761 parlants al Txad, a les sots-prefectures de Massénya i de Bousso. També es parla a Nigèria.
- Barein: 4100 parlans a la sotsprefectura de Melfi.
- Bedjond: 36.000 parlants a les sotsprefectures de Koumra i Moïssala.
- Berakou: és una llengua que està gairebé extinta, ja que només es van trobar 2 parlants a la sotsprefectura de Bokoro, a l'Oest.
- Bernde: 2.000 parlants a la sotsprefectura de Bitkine.
- Besme: 1.228 parlants a les sotsprefectures de Kélo i Laï, a prop del riu Logone.
- Bidiyo: 14.000 parlants al sud de la sotsprefectura de Mongo.
- Birgit: 10.398 parlants a les sotsprefectures de Abou Déïa i Am Timan.
- Bolgo: 1.800 parlants al sud-est de la sotsprefectura de Melfi.
- Bon Gula: 1.200 parlants a la sotsprefectura de Melfi, al nord del llac Iro.
- Boor: 100 parlants a la sotsprefectura de Moyen-Chari, a la ribera nord del riu Chari.
- Bua: 7.708 parlants a les sotsprefectures de Sarh i de Melfi.
- Buduma: 51.600 parlants a la sotsprefectura de Bol. Es parla a les illes i a la vorera nord del llac Txad.
- Buso: És una llengua que està gairebé extinta a la sotsprefectura de bousa.
- Llengua dels Signes, Txadià: 390 usuaris al Txad, sobretot a N'Djamena.
- Dagba:
- Daju, Dar Daju: 34.000 parlants a la sotsprefectura de Mongo.
- Daju, Dar Sila: 63.082 parlants a la sotsprefectura de Goz-Beïda, a l'est de la frontera amb el Sudan, on també es parla.
- Dangaléat: 45.000 parlants a les prefectures Central i Guéra.
- Day: 49.916 parlants a les sotsprefectures de Sarh i Moïssala, al sud-oest del Txad.
- Dazaga: 282.281 parlants a les sotsprefectures de Borkou i Ennedi, al nord. També es parla al Níger.
- Disa: 2.366 parlants a la sotsprefectura de Kyabé, al sud del Txad.
- Fania: 1.100 parlants a la sotsprefectura de Melfi, a l'oest del llac Iro, al sud-est del Txad.
- Fongoro: 1.000 parlants a la sotsprefectura de Goz Beida. Estan en una zona molt inaccessible.
- Francès: 3.000 persones el tenen com a llengua materna al Txad.
- Fulfulde, Adamawa: 1.298.000 parlants a la prefectura de Mayo-Kebbi, al sud-oest del Txad.
- Fulfulde, Bagirmi: 24.000 parlants a les sotsprefectures de Bokoro i Massénya. També es parla a la República Centreafricana.
- Fulfulde, Kano-Katsina-Bororro: Es parla a les prefectures de Mayo-Kebbi i Chari-Baguimi. La parlen pobles nòmades.
- Fur: 1.800 parlants al Txad.
- Gabri: 34.387 parlants a la sotsprefectura de Laï, a la prefectura de Tandjilé.
- Gadang: 2.500 parlants al nord-est de Laï, a la prefectura de Tandjilé.
- Gidar: 11.687 parlants a l'est de la sotsprefectura de Léré, a la prefectura de Mayo-Kebbi, al sud-oest del país.
- Gor: 75.000 parlants a la sotsprefectura de Doba, al voltant de Bodo, a la prefectura de Logone Oriental.
- Goundo: És una llengua que està molt propera a l'extinció, ja que només es van trobar 30 parlants a les sotsprefectures de Laï i Kélo.
- Gula: 10.251 parlants a la sotsprefectura de Kyabé, a la prefectura de Mig-Chari.
- Gula Iro: 3.500 parlants, d'entre diversos pobles. Es parla al sud-est, a les prefectures de Mig-Chari i Salamat. Al voltant del llac Iro.
- Gulay: 163.271 parlants a la província del sud-oest del Txad.
- Herdé: 40.000 parlants a les sotsprefectures de Pala i Léré.
- Jaya: 2.200 parlants a la sotsprefecura de Bitkine, a la prefectura de Guéra, al centre del país.
- Jonkor Bourmataguil: 1.500 parlants a l'oest de la sots-prefectura d'Abou Deïa, a la prefectura de Salamat.
- Kaba: 11.000 parlants al Txad, al sud-est de Goré.
- Kaba Deme: 40.000 parlants a les sotsprefectura de Sarh i Kyabé.
- Kaba Na: 35.000 parlants a la zona de Kyabé.
- Kabalai: 17.885 parlants a la prefectura de Tandjile, a la sotsprefectura de Lai, a la ribera sud de riu Logone.
- Kajakse: 10.000 parlants a la Prefectura d'Ouaddaï, a la sotsprefectura de Am Dam. També hi ha alguns kajakse-parlants refugiats al Sudan.
- Kanembu: 389.028 parlants a les prefectures de Lac i Chari-Baguirmi.
- Kanuri, Central: 93.638 parlants a Chari-Baguirmi i N'Djamena.
- Karang: 1.000 parlants a la prefectura de Logone Oriental, a la sotsprefectura de Baibokoum.
- Karanga: 10.000 parlants a la prefectura d'Ouaddaï.
- Kendeje:1859 parlants a la prefectura d'Ouaddaï, a les sotsprefectues d'Adré i Abéché.
- Kenga: 40.000 parlants a la prefectura de Guéra, a la sotsprefectura de Bitkine.
- Kera: 44.523 parlants a la prefecura de Mayo-Kebbi, al sud de la sotsprefectura de Flanga, a prop del llac Tikem. També es parla al Camerun.
- Kibet: 18.500 parlants a la prefectura de Salamat i d'Ouaddaï.
- Kim: 15.354 parlants a la prefectura de Mayo-Kebbi, al sud-est de Bangor.
- Kimré: 15.000 parlants a la prefectura de Tandjilé, a la sotsprefectura de Kélo.
- Koke: 600 parlants a la prefectura de Guéra, al sud-est de Melfi.
- Kujarge: 1.000 parlants. Al Txad i al Sudan. És una llengua no classificada.
- Kulfa: 2.200 parlants a la prefectura de Moyen Chari, a la sotsprefectura de Kyabé, al sud-oest del llac Iro.
- Kuo: 11.828 parlants a la prefectura de Logone Oriental a la sotsprefectura de Baibokoum.
- Kwang: 16.805 parlants a la prefectura de Tandjilé, al nord de Laï.
- Laal: 749 parlants a la prefectura de Moyen-Chari, a la sotsprefectura de Sarh.
- Lagwan: Es parla a la sotsprefectura de N'Djamena, a prop de Logone-Gana.
- Laka:55.143 parlants a la prefectura de Logone Oriental, a les sots-prefectures de Baïbokoum i Goré. També es parla a la República Centreafricana.
- Lele: 26.000 parlants a la sots-prefectura de Kélo, a la prefectura de Tandjlé.
- Lutos:1.978 parlants al sud de Ngam, a la sots-prefectura de Maro.
- Maba: 250.000 parlants a la prefectura d'Ouaddaï, a les sots-prefectures d'Abéché i An Dam; i ala sots-prefectura de Bitine.
- Mabire: És una llengua que s'està a punt d'extingir, ja que només es van trobar 3 parlants a la sots-prefectura de Mongo-Rural, al poblat d'Oulek.
- Majera: Es parla a la sots-prefectura de Bongor, a la prefectura de Mayo-Kebbi. Al poblat Dogwea.
- Malgbe: Es parla al nord de N'Djamena, al llarg del riu Chari, a la prefectura de Chari-Baguirmi.
- Mambai: 2.000 parlants a la sotsprefectura de Lere.
- Mango: 50.000 parlants al voltant de Bobo, a la sotsprefectura de Doba, a la prefectura de Logone Oriental.
- Mararit: 42.888 parlants a les prefectures de Biltine i d'Ouaddaï.
- Marba: 124.357 parlants a la sotsprefectura de Kélo.
- Marfa: De 5.000 a 10.000 parlants al sud d'Abéché.
- Masalit: 66.710 parlants al voltant d'Adré. També es parla al Sudan.
- Masana (llengua: 109.093 parlants a la Regió Bongor, a la sotsprefectura Bongo, al llarg del riu Logone. També es parla al Camerun.
- Maslam: 473 parlants al nord de N'Djamena, al riu Chari.
- Masmaje: 25.727 parlants al sud-oest d'Oum Hadjer i al nord de Mubi, a la sots-prefectura d'Oum Hadjer.
- Massalat: És una llengua que gairebé està extinta, ja que només queden uns 10 parlants, d'una població ètnica de 30.000 persones. Es parla a les prefectures d'Est Batha i d'Ouaddaï.
- Mawa: 6.560 parlants al sud-est de Mukulu, a la sotsprefectura de Bitkine.
- Mbara: 1.000 parlants a les prefectures de Chari-Baguirmi i de Mayo-Kebbi. A la zona del riu Chari, a prop de Guélengdeng.
- Mbay: 80.000 parlants a la frontera amb la República Centreafricana, a la sotsprefectura de Moïssala. També es parla a la República Centreafricana i a Nigèria.
- Mesme (llengua: 20.120 parlants entre Kélo i Pala, a la prefectura de Tandjlé.
- Migaama: 20.000 parlants (2.000 monolíngües), d'una població ètnica de 23.000, a la prefectura de Guéra.
- Miltu: 272 parlants a la sotsprefectura de Bousso, a prop de la ciutat de Miltou.
- Mimi: 5.000 parlants al nord de Biltine. També es pensa que es parla al Sudan.
- Mire: 1.400 parlants a la zona que hi ha entre Ndam i Kimré, a la sotsprefectura de Lai.
- Mogum: 7.000 parlants al sud de Bidiyo, a la prefectura de Guéra del Nord.
- Mpade: 2.366 parlants al sud del llac Txad, i al llarg del Riu Logone, al nord de N'Djamena.
- Mser: Es parla a la frontera amb Camerun, a la zona propera a N'Djamena.
- Mubi (llengua: 35.277 parlants a la zona al voltant de Mangalmé, a la prefectura de Guéra. Se suposa que també es parla al Sudan.
- Mukulu: 12.000 parlants als peus del massís de Guéra, a la sotsprefectura de Bitkine.
- Mundang: 160.880 parlants a la zona al voltant de Léré, a la prefectura de Mayo-Kebbi. També es parla al Camerun.
- Musey: 175.640 parlants a les prefectures de Mayo-Kebbi i de Tandjlé. El seu centre comercial i administratiu és Gounou Gaya. També es parla al Camerun.
- Musgu: 24.408 parlants entre els rius Chari i Logone, a l'oest de Guénlengdeng.
- Naba: 232.448 parlants (entre ells, 136.600 Bilala, 76.600 Kuka i 19.159 Medogo). Es parla a la prefectura de Batha.
- Nancere: 71.609 parlants a les sotsprefectures de Béré i Kélo, a Tandjilé.
- Ndam: 6.500 parlants al nord-est de Laï al sud-est de Bousso, a la prefectura de Tandjilé.
- Ngam: 43.743 parlants a la zona de Maro, a la prefectura de Moyen-Chari. També es parla a la República Centreafricana.
- Ngambay: 750.000 parlants a la prefectura de Logone Occidental. També es parla a la prefectura de Logone Oriental. També es parla al Camerun i a Nigèria.
- Ngete: 10.000 parlants a l'est de Pala, a la prefectura de Mayo-Kebbi.
- Niellim: 5.157 parlants al voltant de la ciutat de Niellim, a la sotsprefectura de Sarh.
- Noy: És una llengua que està a punt d'extingir-se, ja que només es van detectar 36 parlants a les sotsprefectures de Sarh i Koumra.
- Nzakambay: 18.503 parlants a prop de la frontera amb el Camerun, a la sotsprefectura de Baïbokoum. També es parla al Camerun.
- Pana: 1.000 parlants al Txad.
- Pévé: 30.000 parlants a Lamé i la seva zona, a les sotsprefectures de Pala i Léré.
- Runga: 21.479 parlants a les prefectures de Salamat i d'Ouaddaï.
- Saba: 1.335 parlants a la prefectua de Guéra.
- Sango: Es parla al sud del Txad.
- Sar: 183.471 parlants a la prefectura de Moyen-Chari.
- Sarua: 2.000 parlants entre Bousso i Miltou, a la prefectura de Chari-Baguirmi.
- Sinyar: 12.321 parlants a la prefectura d'Ouaddaï, al nord de Mongororo, a prop de les confluències dels rius Kaja, Azum i Salih. També es parla al Sudan.
- Sokoro: 5.000 parlants al nord i nord-oest de Melfi.
- Somrai: 7.414 parlants al nord-est de Laï. El seu centre és a Domogou.
- Surbakhal: 7.885 parlants a la sotsprefectura d'Adré.
- Tama: 62.931 parlants a prop de Guéréda, a la prefectura de Biltine.
- Tamki: 500 parlants al Txad. També es parla a Líbia, Níger i Nigèria.
- Tobanga: 30.000 parlants al voltant de Deressia, a la sotsprefectura de Laï.
- Toram: 8.456 al sud de Birgit i a l'est de Ter, a la sotsprefectura d'Abou Deïa.
- Tumak: 25.249 parlants a la sotsprefectura de Koumra, al sud-oest de Niellim.
- Tunia: 2.255 parlants al nord de Sarh, a la prefectura de Moyen-Chari.
- Tupuri: 90.785 parlants, a prop de Flanga, a la prefectura de Mayo-Kebbi.
- Ubi: 1.100 parlants a la sotsprefectura de Mongo.
- Zaghawa: 77.834 a la prefectura de Bitine.
- Zan Gula: 5.000 parlants al nord-oest del llac Iro.
- Zirenkel: 2.237 parlants al Txad.

També hi havia les següents llengües que s'han extingit:
- Horo: Llengua extinta que es parlava al nord de Sarh.
- Muskum: Llengua extinta que es parlava a la sotsprefectura de Bongor.

A més a més, hi ha uns 100.000 hausaparlants.